# 拉迪萨夫·帕维切维奇
拉迪萨夫·帕维切维奇（羅馬化：Radisav Pavićević，1951年10月12日—2019年2月19日），塞尔维亚男子手球运动员。他曾代表南斯拉夫国家队参加1976年夏季奥林匹克运动会手球比赛，获得第5名。

## 俱乐部生涯
帕维切维奇最初在 Crvenka 效力，为俱乐部服务了十多年，然后移居德国。他后来在德甲手球联赛中为 SG Dietzenbach （1980–1982）和 TuRU Düsseldorf 效力。